# Angélica Celaya
Angélica Celaya (Tucson, Arizona, 9 de julio de 1982) es una actriz y modelo mexicana-estadounidense. Es conocida por sus papeles como Zed Martin en la serie Constantine y como Jenni Rivera en la serie Mariposa de Barrio, que narra la vida de Jenni.

## Vida personal
Angélica está casada con Luis García desde 2018, lo conoció en las instalaciones de Telemundo en la ciudad de Miami en el 2015.
El matrimonio tiene un hijo, quien nació el 10 de septiembre del año 2017.
Se comprometieron meses después del nacimiento de su hijo.
En 2022 confirmó su separación del padre de su hijo.

## Carrera
Ha trabajado para las cadenas Telemundo, TV Azteca y Mega TV.
En el año 2012 salió como invitada especial en la serie Burn Notice, como Ángela.
Comenzó su carrera participando en el programa Protagonistas de novela 2, que se filmó en Miami, Florida y desde entonces comenzó a filmar telenovelas, películas y programas.  
Mantuvo una relación con el actor Rafael Amaya, protagonista de El señor de los cielos, desde 2010 hasta 2015.
En 2018 su relevante papel episódico como Sonia Ruiz en la exitosa serie Castle de la cadena ABC la dio visibilidad mundial. 
En el 2024 Telemundo anunció su protagónico en La Mujer de Mi Vida junto con Iván Sánchez, Litzy, David Ostrosky, Norma Angelica entre otros.

## Telenovelas
- La mujer de mi vida (2024) - Daniela Millan[1]
- Preso No.1 (2019) - Miranda Collins
- Mariposa de Barrio (2017) - Jenni Rivera
- El señor de los cielos (2013) - Eugenia Casas
- Alguien te mira (2010-2011) - Eva Zanetti
- Perro amor (2010) - Miranda
- Vivir sin ti (2008) - Liliana
- Mientras haya vida (2007) - Paula Hernández
- Marina (2006-2007) - Rosalba Álvarez
- Los plateados (2005) - Ximena Campuzano
- Ladrón de corazones (2003) - Renata

## Películas
- Danger One (2018) - Brie
- Skin in the game (2018) - Eve
- Kiss of Vengeance (2013) - The lady
- Más sabe el diablo (2011) - Rene Cardona/Beatriz Beltrán
- Edgar Floats (2010) - Penny
- Cowboys VS Vampire (2010) - Gloria Valenzuela

## Programas
- Top Chef VIP (2025) - Ella misma[2]
- La Isla: desafío extremo (2024) - Ella misma[3]
- Mentes Criminales: Sin Fronteras (2016) - Silvia Ruiz.
- Castle (2016) - Sonia Ruiz.
- Constantine (2014-2015) - Zed Martin.
- Dallas (2014) - Lucía Treviño.
- La Buena Mala (2014) - Ana Maria/Adriana.
- Burn Notice (2012) - Ángela Flores.
- Larrymania (2012)
- Gabriel, amor inmortal (2008-2009) - Eva León/ Viviana.
- Decisiones (2006) - Lucy (1 episodio)
- Protagonistas de Novela 2 (2003)

## Videos musicales
- Amor Inmortal (2008) - Chayanne

## Nominaciones

### Premios Tu Mundo
| Año  | Telenovela             | Categoría               | Resultado |
| ---- | ---------------------- | ----------------------- | --------- |
| 2013 | El señor de los cielos | Major actriz de reparto | Ganadora  |

## Revistas
- People en Español (2014)
- Fitness (2014)

## En Radio
- El vacilón - (2009)